# Manhunt 2
Manhunt 2 è un videogioco sviluppato dalla Rockstar Games per le piattaforme PlayStation 2, PlayStation Portable e Wii. È il seguito di Manhunt, uscito nel 2003. La sua uscita era prevista per il luglio 2007 ma in seguito all'impossibilità di commercializzare il gioco nel Regno Unito, Irlanda, Stati Uniti d'America e Italia la sua commercializzazione è stata sospesa. La nuova data di uscita è stata così spostata al 31 ottobre 2008 negli Stati Uniti e in Europa. Il gioco, negli USA e in Messico è stato pubblicato per PC, senza censure. La Rockstar Games ha pubblicato due trailer sul gioco, disponibili nel sito ufficiale. In questo capitolo la trama si distacca da quella riguardanti il criminale James Earl Cash e ruota attorno alle vicende dello scienziato Daniel Lamb.

## Trama
Il gioco è ambientato in una città della Florida, chiamata Cottonmouth. Il gioco inizia con una sommossa che ha luogo in un ospedale psichiatrico, dove improvvisamente la corrente viene a mancare nell'intero edificio, per poi ritornare pochi secondi dopo facendo sembrare tutto come prima, ma così non è perché in quei pochi secondi tutte le celle del manicomio si sono aperte. Danny, il protagonista, approfitta del caos generale che si è creato all'interno della struttura per fuggire, e guidato dal misterioso Leo, si aggira per la città nel tentativo di recuperare la memoria e capire cosa lo ha portato a essere rinchiuso in un manicomio.

## Modalità di gioco
In Manhunt 2 il protagonista non è più James Earl Cash ma il Dr. Daniel Lamb. Daniel ha lavorato ad un progetto segreto ma alla fine per strani motivi è stato spedito nel carcere psichiatrico. Il gioco inizia proprio da qui, mentre Lamb deve fare attenzione a non essere ucciso dagli altri maniaci e dagli infermieri.
1. Come nel primo Manhunt le esecuzioni sono di tre tipologie: rapide, violente e sanguinose;
2. Esecuzioni ambientali vengono segnalate con un teschio bianco nell'HUD (es: tramite un telefono, il water o dei fili elettrici);
3. Il protagonista può anche arrampicarsi e strisciare;
4. Ci sono ancora le armi da fuoco e, a differenza del primo titolo, si possono utilizzare per fare delle esecuzioni.
5. Sulle piattaforme Wii e PC, è possibile impostare le esecuzioni dinamiche, nelle quali bisogna premere una combinazione di tasti per eseguirle. Una combinazione incompleta, tuttavia, potrebbe non uccidere la vittima.
6. Si possono eseguire esecuzioni dall'alto, ovvero saltare ed eseguire un'esecuzione contemporaneamente
7. Per via di alcuni rumori, dei cacciatori non sentiranno i rumori prodotti da Danny/Leo; questi cacciatori appaiono nel radar come una freccetta di colore celeste.

## Personaggi
Daniel "Danny" Lamb
Uno scienziato alle dipendenze di una misteriosa azienda, che perde la memoria e si ritrova recluso in un manicomio per ragioni apparentemente ignote. Insieme al suo nuovo compagno, Leo Kasper, partirà per un'avventura alla caccia del suo passato. Daniel è originario di San Fierro, nello stato di San Andreas (altro mondo fittizio della Rockstar Games). Era sposato e ha due figli: un maschio e una femmina. Ha una laurea in medicina. Porta gli occhiali ed i capelli rasati a zero, indossa una camicia celeste, dei pantaloni beige, delle scarpe bianche e un orologio. Nel finale "Esame di Coscienza", si libererà per sempre di Leo, e si rifarà una nuova vita: invece nel finale "Riabilitazione", sarà sconfitto da Leo e perderà per sempre la sua mente e il suo corpo.
Leonard "Leo" Kasper
Un uomo misterioso che accompagna Danny nella sua ricerca. Si scoprirà poi essere un cruento serial killer: che comanda il corpo di Daniel con quest'ultimo. È alto, con capelli a cuneo neri, si veste con una maglia marrone chiaro (con maniche rigirate), pantaloni marroni e scarpe sempre marroni chiaro. È responsabile della morte della moglie di Danny, del Dottor Pickman, della Dottoressa Deborah e del dottor Michael Grant, amico di Lamb. Nel finale "Esame di Coscienza", sarà ucciso da Danny, che riuscirà a liberarsi di lui; mentre nel finale "Riabilitazione", ammazzerà Danny e prenderà il sopravvento sulla sua mente.
Dottor Pickman
Un dottore di mezz'età, creatore del "Collegamento Pickman". Vestito con un camice bianco, dei pantaloni marroni e scarpe nere, è un anziano con capelli solo ai lati della testa, bianchi. e barba bianca. È alto e indossa gli occhiali. Brillante scienziato a capo de "Il Progetto". Purtroppo la sua invenzione era difettosa e per questo l'azienda fu smantellata e Danny rinchiuso in un manicomio (con la mente di un killer nel cervello). Appare in molti flashback di Danny (come voce o di persona). Pickman aveva progettato una frase che avrebbe ucciso Danny/Leo in caso di un malfunzionamento al "Ponte": Cosa altro vedi nell'oscuro passato e nell'abisso del tempo?. Verrà ucciso nel livello "Origini" da Leo, dopo che esso aveva tentato di pronunciare la suddetta frase per difendersi dal killer.
Dottoressa Laura Whyte
Scienziata del Progetto. Donna mediamente alta, con capelli corti e bianchi. Indossa camice, pantaloni marroni chiaro e scarpe bianche. Assisteva Danny/Leo mentre erano al manicomio. Soffocata (ma non uccisa) da Daniel, nel primo livello (Risveglio). Aiuta Danny a ricostruire il suo passato e a sbarazzarsi di Leo.
Dottor Michael Grant
Altro scienziato del Progetto. Uomo di colore. Indossa gli occhiali, una camicia rossa/rosa, dei pantaloni beige e scarpe bianche. Era un amico di Daniel. Viene ucciso nel livello "Vecchi Amici", da Leo, che aveva bisogno della chiave della sua barca per fuggire dai miliziani del Progetto.
Dottoressa Judy Sender
Ennesima scienziata del Progetto. Donna di carnagione scura (forse è di origini indiane), indossa degli occhiali, un camice, una gonna scozzese e delle scarpe marroni chiaro. Gestisce il bordello dove il Progetto recluta le proprie cavie. Aiuta Danny a ricordare il suo passato, dandogli anche la chiave del suo vecchio rifugio. Muore nel livello "Nettare dell'Amore", da un colpo di cecchino, sparato da un tetto vicino.
La moglie di Daniel
Il suo nome non viene mai nominato, ma appare in vari flashback e in alcuni livelli come fantasma. Viene uccisa da Leo, che aveva preso il controllo del corpo di Daniel, nel livello "Violenza Domestica".

## Gang
Inservienti
Gli infermieri dell'Ospedale Dixmor, sono la prima gang che incontrerete. Sono molto disorganizzati e girano disarmati. Controllano che nessun maniaco fugga, e bloccano gli altri pestandoli violentemente. Sono vestiti di bianco e rasati.
Mastini
Gli insabbiatori del Progetto. Sono un gruppo di agenti che mirano solo a catturare (o uccidere) chiunque si metta contro l'azienda per cui lavorano. Sono vestiti in smoking, con cappelli, occhiali o fazzoletti neri o bende su un occhio. Sono ben organizzati e girano sempre in gruppo. Le loro armi vanno da semplici piedi di porco a fucili a pompa. Tra le loro armi più usate c'è lo storditore elettrico.
Militari
Militari assunti dal Progetto. Sono tizi pelati o con creste che vengono ingaggiati dal progetto per fermare Danny e Leo. Sono molto organizzati e pericolosi. Usano quasi sempre armi da fuoco: Colt45, Desert Eagle, Mac-10 e fucili di precisione o raramente manganelli. Sono vestiti con abiti mimetici e anfibi neri. Sono sempre accompagnati da un elicottero militare.
Bloodhounds
Cacciatori di teste pagati dal progetto. Mercenari con l'unico scopo di uccidere i protagonisti. Sono razzisti; infatti vestono, quasi tutti, con segni che esprimono odio verso la gente di colore o con sacchi di patate in testa, che li fanno sembrare membri del Ku Klux Klan. Alcuni sono semplici civili, mentre altri vecchi contadini conservatori. Le armi usate da questi tizi sono: falcetto, mazza da baseball, Colt45, Desert Eagle, UZI, fucile a pompa, M16, e balestra. A volte sono accompagnati da un aereo militare. I veicoli da loro usati sono: Burrito, Elicottero Militare, Patriot (tutti verdi).
Pervertiti
Una grande gang, abbastanza organizzata. Sono civili vestiti con abiti masochisti o scienziati del Progetto vestiti con camice e maschera animale (asino, maiale, pipistrello, topo...). Le loro zone sono il bordello del Progetto e il Distretto a Luci Rosse. Sono armati di: mazza da baseball, sega circolare, storditore elettrico, ascia e mazza chiodata (solo nella versione per il Wii). Si servono di strumenti di tortura quali sedie da dentista, sedie elettriche e sarcofagi chiodati.
Red Kings
Semplici gangster di strada che controllano il Distretto a Luci Rosse con i Pervertiti. Non hanno alcun collegamento con il Progetto. Si vestono con felpe con cappuccio rosse o grigie scuro e pantaloni con colore opposto alla felpa. Alcuni indossano anche sulla felpa o sotto la felpa un cappello. Le loro armi sono: tenaglie e mazza da baseball.
Maniaci e Legionari
Non proprio una gang, ma solo pazzoidi arrabbiati in fuga. Sono i maniaci del Dixmor, che pur di fuggire massacrano chiunque sia sulla loro strada, soprattutto scienziati e infermieri. Sono vestiti con pantaloni e maglia (a maniche corte) verde. Non indossano scarpe e sono quasi tutti pelati. I legionari sono uguali ma muniti di museruola.
Poliziotti
Non una gang, ma una forza dell'ordine. Essi appaiono in diversi livelli. Indossano un'uniforme blu a maniche corte e scarpe nere e un cappello sulla testa. Sono il classico stereotipo della repressione delle forze dell'ordine, in quanto in alcuni livelli si vedono picchiare dei gangster disarmati e inerti. Le loro armi sono: manganello e torcia (solo PS2 e PSP).
SWAT
Non una gang, ma una forza dell'ordine. Appaiono in alcuni livelli. Indossano una tuta/uniforme completamente blu con elmetti grigio/blu. Sono armati di soli fucili a pompa.
Papponi
Un gruppo di civili che gestisce un bordello. Appaiono solo una volta. Sono casuali civili, sostenuti dai Mastini, e armati di: martello, Colt45 e fucili a canne mozze.
Scienziati del Progetto
Non esattamente dei gangster, ma un gruppo di scienziati che lavorano al Progetto. Sono vestiti con tute celesti/blu o verdi. Alcuni indossano anche un copricapelli verde e occhiali con lenti di ingrandimento. Sono armati solo di: sega e pistola narcotizzante.
Civili
Semplici persone che abitano nella città del gioco. Non sono pericolose ma se attaccate reagiscono. Alcune fanno parte di una gang o vengono uccisi da una di quest'ultima. Variano di persona in persona e in genere solo alcuni sono armati di: manganello, torcia (PS2/PSP), pala (PC).

## Critiche e controversie
La presentazione del videogioco è stata accompagnata da forti critiche relativa alla violenza espressa in esso. Gli organismi di classificazione e censura del Regno Unito, dell'Irlanda del Nord e degli Stati Uniti d'America e della Bosnia si sono rifiutati di fornire un rating al gioco ritenendolo eccessivamente violento e dotato di una violenza fine a se stessa. Senza rating, il gioco non può essere distribuito. L'uscita del videogioco in territorio italiano è stata bloccata dal Ministro Paolo Gentiloni sempre per l'eccessiva violenza dello stesso.
Visti i blocchi alla commercializzazione in molte nazioni, Take Two Interactive, proprietaria della Rockstar Games, ha deciso di sospendere temporaneamente la diffusione del videogioco in modo da potervi apportare le modifiche richieste per la commercializzazione. Il 27 agosto 2007 la società ha ricevuto l'autorizzazione a commercializzare una versione riveduta del videogioco nel mercato nordamericano per un pubblico di almeno 17 anni. Nel Regno Unito invece la commercializzazione in ottobre è stata nuovamente rifiutata. Comunque, nelle reti Peer-to-peer risulta presente una versione (NTSC) non censurata: questa è stata originariamente distribuita da un dipendente Sony che, una volta individuato dalla società, è stato licenziato.
Nel Regno Unito la Rockstar Games si è rivolta al Video Appeals Committee per richiedere una nuova valutazione sul videogioco dopo le due bocciature e nel dicembre 2007 il comitato ha portato la valutazione del gioco a M rendendolo vendibile nel Regno Unito ai giocatori maggiorenni.